# Unione Sportiva Arbor (pallavolo)
L'Unione Sportiva Arbor è una società pallavolistica femminile di Reggio Emilia.

## Storia della società
La squadra fu fondata nel 1964, nello stesso periodo della nascita della squadra femminile di pallacanestro (oggi Juvenilia), all'interno della polisportiva U.S. Arbor (sorta nel 1957).
Esordì in Serie A nella stagione 1967-68; a partire da quell'annata prese il via il dualismo tra l'Arbor e l'altra squadra reggiana, La Torre (poi Pallavolo Reggio Emilia), che durò per un ventennio. Importanti novità societarie (nel 1975 si verificò l'entrata dell'industria alimentare Giglio tra gli sponsor) migliorarono la situazione economica dell'Arbor, che nel 1975-76 chiuse al secondo posto e nel 1977-78 risultò vincitrice dello scudetto dopo una lotta serrata tra cinque pretendenti.
Fu quello l'apice della storia del club, le cui quotazioni persero gradualmente quota negli anni ottanta, anche a causa dell'instabilità finanziaria. Le voci di una fusione (in effetti mai verificatasi) tra Pallavolo Reggio e Arbor si fecero sempre più insistenti: nel 1983-84 la squadra cadde in A2 dopo diciassette anni. Al pronto ritorno in A1 (1984-85) seguì ancora una retrocessione (1985-86) che sancì l'abbandono definitivo della massima serie. Nel 1987-88, a dieci anni dalla vittoria dello scudetto, la squadra cadde in Serie B, categoria che abbandonò nel 1990.
I colori sociali della Società sono il nero-arancio, nel corso degli anni cambiarono più volte i colori delle divise sociali, anche in relazione agli sponsor abbinati; variazioni al classico bianco-rosso, usato anche dalla squadra di pallacanestro e indossato negli anni della Burro Giglio, seguirono il bianco-blu dei primi anni Ottanta e il trittico giallo, rosso e blu delle ultime stagioni in A1 e A2.
Nella stagione 2019/2020 la squadra di pallavolo femminile con il nome di Interclays ha militato nel campionato di serie B2 ed anche per la stagione 2020/2021 ha confermato l'iscrizione al medesimo campionato. La squadra di pallacanestro maschile sponsorizzata dalla ditta Itarca partecipa al campionato di serie C2.

## Palmarès
- Campionato italiano: 1

1977-78

## Fonti
- Sito ufficiale dell'U.S. Arbor, su usarbor.it. URL consultato l'8 aprile 2011 (archiviato dall'url originale il 14 gennaio 2013).
- Sito ufficiale del Comitato FIPAV di Reggio Emilia e provincia, su fipav.re.it.